# IDL – Instituto Amaro da Costa
O IDL – Instituto Amaro da Costa é uma associação política independente, sem fins lucrativos, que actua como think-tank no âmbito da Democracia-Cristã. Foi fundado em 1975, enquanto Instituto Democracia e Liberdade, tendo, em 1981, alterado a sua denominação em homenagem ao seu fundador Adelino Amaro da Costa.
O instituto é, desde 18 de Abril de 2023, presidido por Manuel Monteiro, que sucedeu no cargo a Diogo Feio. O restante Conselho Directivo é composto por Francisco Ribeirinho, enquanto secretário-geral, e por Alberto Laplaine Guimarães, Alexandre Lucena e Vale, António Meireles Moita, Francisco Pinto Machado, João Perry da Câmara, Maria Luísa Aldim, e Raquel Paradela Faustino, enquanto vogais.
Fundado no contexto da reimplantação da democracia, o IDL é a mais antiga instituição portuguesa da sua categoria, tendo sido pioneiro na formação política e na divulgação de pensamento. Ao longo da sua história, organizou milhares de colóquios, conferências e acções de formação por todo o território do país. Actualmente, a oferta de formação mantém-se como foco da acção do IDL, com iniciativas voltavas sobretudo para a juventude.